# Farnham (Surrey)
Farnham is een civil parish in het bestuurlijke gebied Waverley, in het Engelse graafschap Surrey. De plaats telt 38.000 inwoners en ligt ongeveer 36 mijl (58 km) ten zuidwesten van Londen. 
Het ligt in de wijk Waverley, dicht bij de provinciegrens met Hampshire. De stad ligt aan de noordelijke tak van de rivier de Wey, een zijrivier van de Theems, en aan de westkant van de North Downs. De burgerlijke parochie, die de dorpen Badshot Lea, Hale en Wrecclesham omvat, beslaat 37 km² en telde in 2011 39.488 inwoners.
Farnham wordt al lang geassocieerd met creatieve kunsten en in het bijzonder met het maken van aardewerk. Een van de drie campussen van de Universiteit voor Creatieve Kunsten ligt ten westen van het centrum en er zijn talloze openbare kunstwerken te zien in de stad. Opvallende gebouwen in de burgerlijke parochie zijn onder meer de ruïnes van Waverley Abbey en het 18e-eeuwse Willmer House, nu de locatie van het Farnham Museum.

## Geboren in Farnham
- William Willett (1856)
- George Sturt (1863), schrijver
- Maud Gonne (1866), feminist en activist in Ierland
- Johann Abraham Nüske, (1796–1865), componist
- Richard Tice (1964), Brits zakenman en partijleider Reform UK

## Galerij

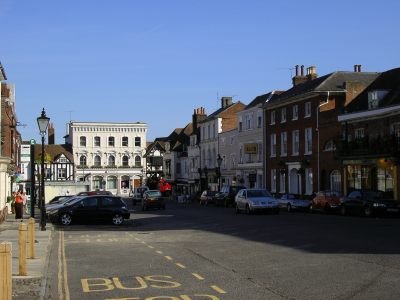
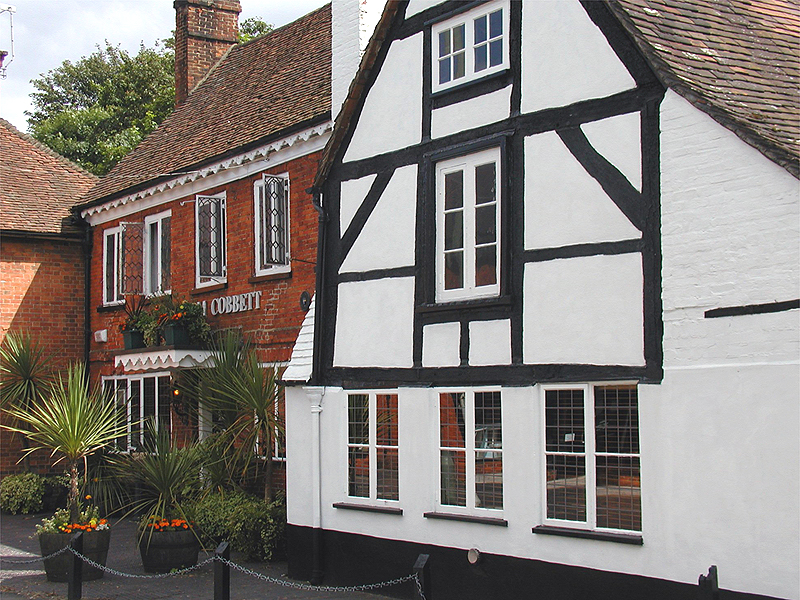
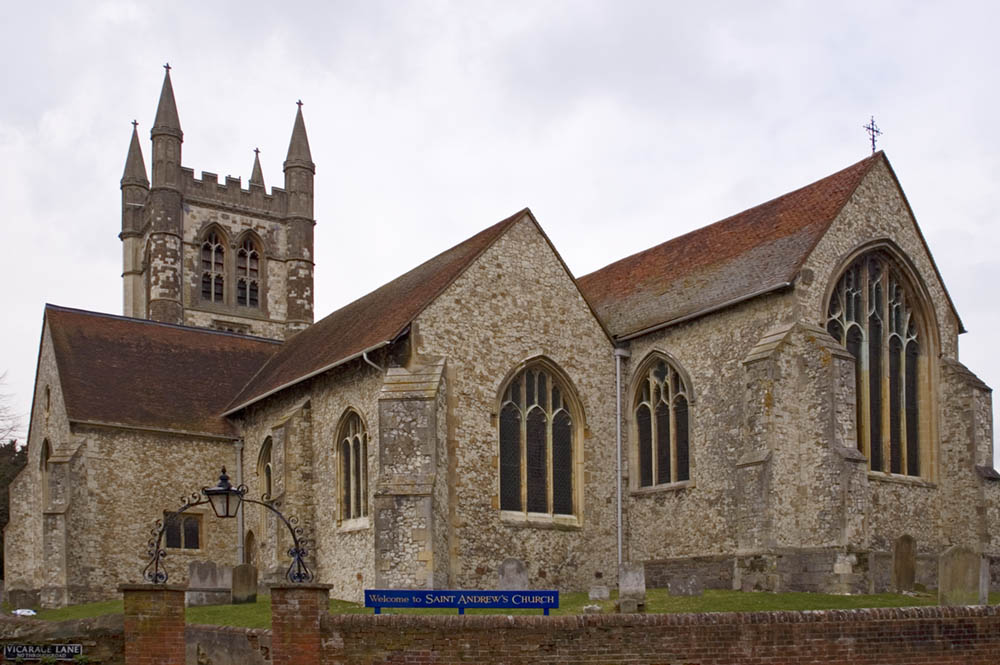
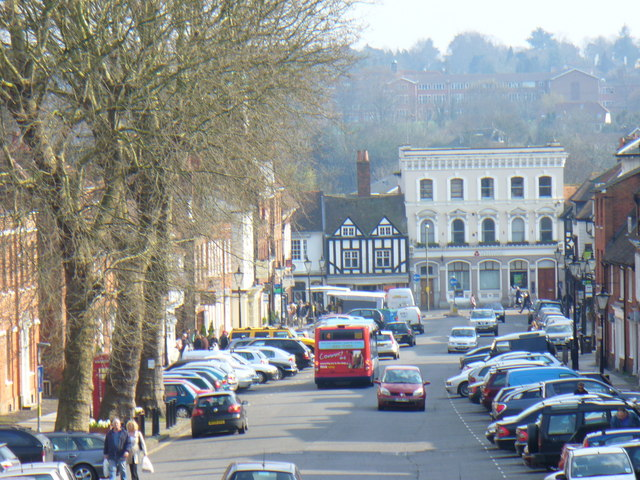
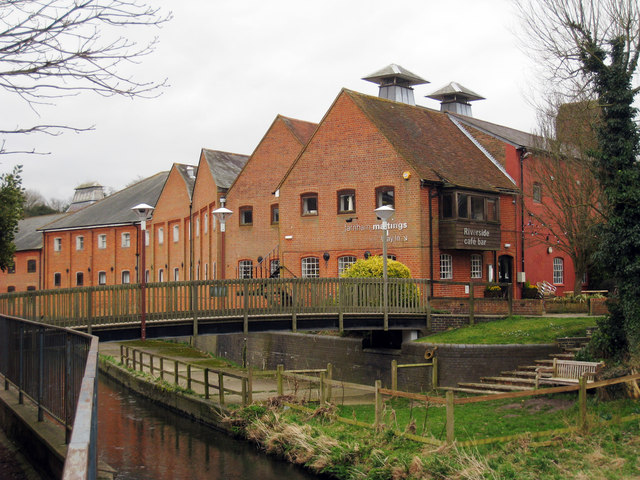
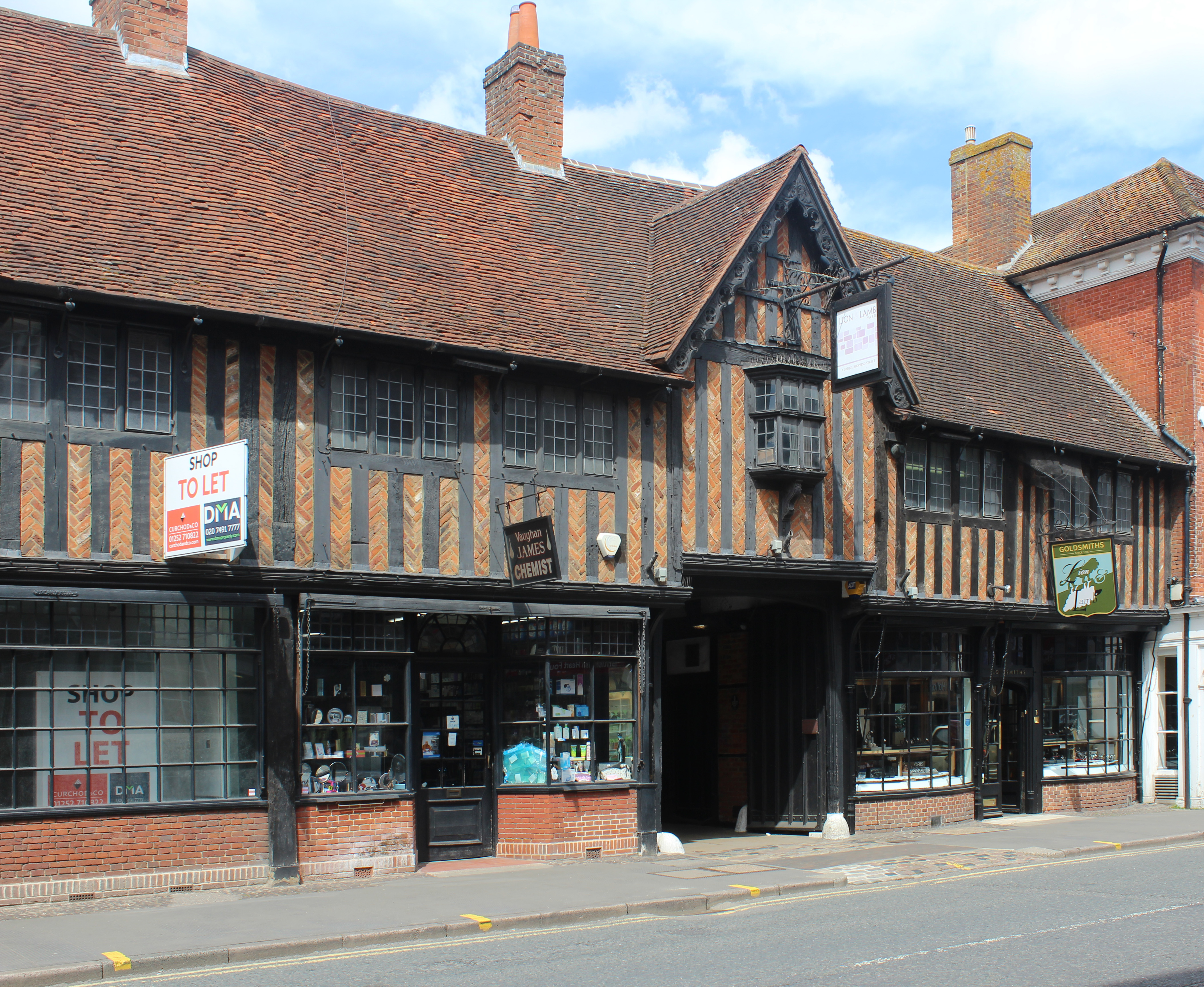

## Partnersteden
- Andernach